# Guido Molinari
Pour les articles homonymes, voir Molinari.
Guido Molinari, né le 12 octobre 1933 et mort le 21 février 2004 à Montréal, est un peintre québécois abstrait associé à la seconde génération du groupe des Plasticiens, ainsi qu'un critique et théoricien de l'art et un poète,.

## Biographie
D’une famille originaire des Abruzzes en Italie, Guido Molinari provient d'une famille d'artistes, fils d'un musicien de l'orchestre symphonique et petit-fils d'un sculpteur. Molinari commence la peinture à l’âge de 13 ans. Il développe son approche existentialiste à l’art alors qu’il est atteint de la tuberculose, à 16 ans, en lisant Nietzsche, Sartre, Piaget, et Albert Camus. Il étudie ensuite à l’École des beaux-arts de Montréal et au Musée des beaux-arts de Montréal. Il commence à s'affranchir de l'approche trop académique de l'École et s'intéresse à Van Gogh et à Matisse, notamment avec ses professeurs Gordon Webber et Marian Scott. Il découvre ensuite les Automatistes et rencontre Claude Gauvreau et Jean-Paul Mousseau qui l'introduisent au monde de l'avant-garde.
Il pratique l’abstraction à New York, inspiré par Jackson Pollock, Willem de Kooning et Franz Kline, puis retourne à Montréal où il produit quelques-unes des plus belles toiles de sa carrière,. Il prend alors une direction opposée à la tendance automatiste, qui dominait à cette époque, au profit d'une approche plus plasticienne avec un art sériel fait de couleurs répétées. Il s'inspire de Piet Mondrian, de Wassily Kandinsky et Kazimir Malevitch qui remettent en question l'espace traditionnel de la toile au profit d'un espace plus dynamique où la couleur tient un rôle prédominant. Il est un adepte de « l'abstraction géométrique réduite à des bandes de couleur verticales ». Avec le temps, les plages de couleurs vont s'agrandir, jusqu'à devenir proches de la monochromie. Il tient sa première exposition personnelle en 1954 au restaurant l'Échourie de Montréal. L'année suivante, il ouvre sa propre galerie, L'Actuelle, qu'il dirige durant deux ans avec Fernande Saint-Martin, celle qui deviendra son épouse en 1958. Malgré sa courte durée de vie L'Actuelle est la première galerie d’art canadienne consacrée à la peinture et à la sculpture non figuratives, et présente de nombreux artistes devenus majeurs,. En plus de ses propres œuvres, la première exposition de Molinari à l'Actuelle rassembla une vingtaine d'artistes dont Jean-Paul Riopelle, Paul-Émile Borduas, Fernand Leduc, Rita Letendre, Claude Tousignant, Jean-Paul Jérôme, Fernand Toupin, Ulysse Comtois, Jean Goguen, Jean-Paul Mousseau, au bénéfice de l’œuvre théâtrale de Claude Gauvreau. On y présente ainsi près de trente expositions en deux ans.
À partir de 1959, il prend part à de nombreuses expositions collectives, notamment au Musée des beaux-arts de Montréal avec une exposition intitulée Art abstrait. En 1965, il est invité à la prestigieuse exposition The Responsive Eye du Museum of Modern Art de New York qui consacre l'Op Art, style basé sur des considérations purement picturales, souvent proches de l'illusion d'optique, auquel Molinari adhère avec ses structures pures faites d'alignements de bandes verticales colorées juxtaposées. Ses recherches s'orientent dans deux directions, les structures et la vibration chromatique après avoir graduellement éliminé le blanc et le noir de ses compositions. Ses tableaux à bandes verticales égales attirent de plus en plus l'attention et Molinari commence à jouir d'une certaine notoriété, tenant plusieurs expositions solo, notamment à New York.En 1969, Molinari se détache des tableaux à bandes verticales, qui avaient poussé l'abstraction chromatique à un point limite, au profit d'une structuration plus poussée de la toile, notamment avec sa série des Triangulaires qui lui permet de renouveler son approche abstraite chromatique-dynamique. Grand collectionneur d'art, sa collection privée inclut les travaux de Mondrian, Matisse, John Cage, Jasper Johns, et des artistes québécois Denis Juneau, John Lyman et Ozias Leduc. Parallèlement à sa carrière de peintre, de théoricien et critique d'art, Molinari enseigne la peinture à l'Université Concordia et l'histoire de l'art à l'Université de Montréal de 1970 à 1997.
Molinari a remporté plusieurs prix et reçus de nombreux honneurs. En 1962, lors du 79e Salon du Printemps du Musée des beaux-arts de Montréal, il obtient le prix Jessie Dow de la meilleure peinture à l'huile pour l'œuvre intitulée Opposition rectangulaire. Il a obtenu le prestigieux Guggenheim Fellowship en 1967. En 1968, il est choisi pour représenter le Canada à la 34e Biennale de Venise, il y remporte le prix de la fondation David E. Bright. Il est nommé membre de l'Académie royale des arts du Canada en 1969 et ordonné Officier de l’Ordre du Canada en 1971. Il a obtenu le prix Paul-Émile-Borduas en 1980, le Prix Victor-Martyn-Lynch-Staunton en 1973. Il a également reçu un doctorat honoris causa de l'Université Concordia, à titre posthume, en juin 2004.
Molinari décède le 21 février 2004 à Montréal à l'âge de 70 ans, des suites d'un cancer.

## Poésie
Molinari était aussi poète, il a publié trois livres d'artistes. Nul mot parait en 1979 à l’Obsidienne, et est réédité en 1993 par les Éditions du Noroît. Son second livre, Rosevi parait en 1995 et son troisième, Ça, en 1998, tous deux aux Éditions l'Actuelle, sa galerie. Molinari a lui-même décrit sa poésie comme étant « très lyrique » Si Nul mot est « un questionnement attendu, sur les sons des mots par exemple, leur disposition sur la page, le tracé de leur graphie, les possibilités de la typographie, etc. (…) il se fait, par en dessous (…) un questionnement beaucoup plus essentiel : sur nos habitudes, sur nos usages, et sur la possibilité qui nous est offerte de toujours revenir à une origine du sens » Son dernier recueil, Ça, est « consacré très sciemment au désir et à la relation au corps, Molinari développe, à côté des dessins anthropomorphes faits d’arabesques et de courbes entrelacées, une réflexion et une mise à l’épreuve de l’expressivité des mots ».

## Œuvres
Ses toiles sont exposées au Musée des beaux-arts du Canada à Ottawa, au Musée d'art contemporain de Montréal, au Musée national des beaux-arts du Québec, au Musée Solomon R. Guggenheim de New-York, au Musée d'art moderne de New York et ailleurs dans le monde.
Son travail est connu pour sa focalisation sur les couleurs, les formes et les lignes contrastées et modulaires.
Notons :
- Mutation sérielle verte-rouge, 1966, acrylique sur canvas, 205,7 cm × 248,9 cm
- Blue Quantifier #25
- Bi-sériel vert-bleu, 1967, acrylique sur toile, 254 cm × 205,7 cm.

## Postérité

### Fondation Guido Molinari
La Fondation Guido Molinari résulte d’un geste de l’artiste, destiné à valoriser et perpétuer son travail de création, en installant notamment, dans son dernier studio situé dans une ancienne banque du quartier Hochelaga-Maisonneuve, un centre d’exposition, de documentation, de conférence, de diffusion et de création, susceptible d’encourager aussi le cas échéant de jeunes artistes émergents.

### Documentaires
Deux films sur l'artiste sont réalisés dans les années 2000. Lauraine André G. réalise en 2006 : La couleur qui chante et Jo Légaré en 2006:  Moli Qui? Molinari l'énigme,.

### Livres d'artiste
- Nul mot, Montréal, Éditions du Noroît, 1993, 125 p.  (ISBN 9782897660307)
- Rosevi, Montréal, Fondation Guido Molinari, 1995  (ISBN 2980389617)
- Ça, Montréal, Éditions l'Actuelle, 1998  (ISBN 2-9803896-1-7)

### Ouvrages et articles critiques
- Bernard Teyssèdre, Guido Molinari, Seven Montreal Painters: a Lyric Plasticism, Cambridge, Mass.: MIT Press, 1968
- Bernard Teyssèdre, Guido Molinari, un point limite de l'abstraction chromatique, exposition au Centre culturel canadien à Paris, en 1975.
- Camille de Singly, Guido Molinari, peintre moderniste canadien: les espaces de la carrière, Paris, l’Harmattan, 2004[28] (OCLC 55682723)

## Prix et honneurs
- 1962 -  Prix Jessie Dows du 79e Salon du Printemps du Musée des beaux-arts de Montréal, pour l'œuvre intitulée Opposition rectangulaire[19]
- 1967 - Guggenheim Fellowship[20]
- 1968 - Prix de la fondation David E. Bright à la 34e biennale de Venise[21]
- 1969 - Membre de l'Académie royale des arts du Canada[8]
- 1971 - Officier de l’Ordre du Canada [29]
- 1973 - Prix Victor-Martyn-Lynch-Staunton[30]
- 1980 - Prix Paul-Émile-Borduas [7]
- 2004 - Doctorat honoris causa de l'Université Concordia, à titre posthume[3]